# UCI Women's WorldTour 2021
L'UCI Women's WorldTour 2021 és la quarta edició de la competició femenina de ciclisme de carretera més important a nivell mundial.
El calendari es compon de 25 curses, essent la primera la essent la primera la Strade Bianche, celebrada a Itàlia el 6 de març, i la darrera el Tour de Drenthe, disputat als Països Baixos el 23 d'octubre.
Degut a la COVID-19 algunes proves van ser anul·lades o reubicades al calendari.
S'atorguen premis per a la classificació individual general, la classificació individual sub-23 i la classificació per equips.

## Equips
Per a la temporada 2021 els equips UCI Women’s WorldTeam van ser 9:
| Codi UCI | Nom                                | País          |
| -------- | ---------------------------------- | ------------- |
| ALE      | Alé BTC Ljubljana                  | Itàlia        |
| CSR      | Canyon Sram Racing                 | Alemanya      |
| DSM      | Team DSM Women                     | Països Baixos |
| FDJ      | FDJ Nouvelle Aquitaine Futuroscope | França        |
| GEC      | GreenEDGE Cycling Women            | Austràlia     |
| LIV      | Liv Racing                         | Països Baixos |
| MOV      | Movistar Team                      | Espanya       |
| SDW      | SD Worx                            | Països Baixos |
| TFS      | Trek-Segafredo Women               | Estats Units  |

## Competicions
Aquestes van ser les competicions per a la temporada 2021:
| 30 de gen          | 1  | Cadel Evans Great Ocean Road Race Women  | suspesa                     |                       |                       |                             |
| 6 de març          | 2  | Strade Bianche Donne                     | Chantal van den Broek-Blaak | Elisa Longo Borghini  | Anna van der Breggen  | Chantal van den Broek-Blaak |
| 21 de març         | 3  | Trofeu Alfredo Binda-Comune di Cittiglio | Elisa Longo Borghini        | Marianne Vos          | Cecilie Uttrup Ludwig | Elisa Longo Borghini        |
| 25 de març         | 4  | Clàssica Bruges-De Panne femenina        | Grace Brown                 | Emma Norsgaard        | Jolien D'Hoore        | Elisa Longo Borghini        |
| 28 de març         | 5  | Gant-Wevelgem femenina                   | Marianne Vos                | Lotte Kopecky         | Lisa Brennauer        | Marianne Vos                |
| 4 de abr           | 6  | Tour de Flandes femení                   | Annemiek van Vleuten        | Lisa Brennauer        | Grace Brown           | Elisa Longo Borghini        |
| 18 de abr          | 7  | Amstel Gold Race femenina                | Marianne Vos                | Demi Vollering        | Annemiek van Vleuten  | Marianne Vos                |
| 21 de abr          | 8  | Fletxa Valona femenina                   | Anna van der Breggen        | Katarzyna Niewiadoma  | Elisa Longo Borghini  | Marianne Vos                |
| 25 de abr          | 9  | Lieja-Bastogne-Lieja femenina            | Demi Vollering              | Annemiek van Vleuten  | Elisa Longo Borghini  | Elisa Longo Borghini        |
| 14 – 16 de maig    | 10 | Itzulia Women                            | suspesa                     |                       |                       |                             |
| 20 – 23 de maig    | 11 | Volta a Burgos femenina                  | Anna van der Breggen        | Annemiek van Vleuten  | Demi Vollering        | Annemiek van Vleuten        |
| 30 de maig         | 12 | RideLondon Classique                     | suspesa                     |                       |                       |                             |
| 26 de juny         | 13 | La Course by Le Tour de France           | Demi Vollering              | Cecilie Uttrup Ludwig | Marianne Vos          | Demi Vollering              |
| 31 de jul          | 14 | Clàssica de Sant Sebastià femenina       | Annemiek van Vleuten        | Ruth Winder           | Tatiana Guderzo       | Annemiek van Vleuten        |
| 7 de ago           | 15 | Open de Suède Vårgårda CRE               | suspesa                     |                       |                       |                             |
| 8 de ago           | 16 | Open de Suède Vårgårda CL                | suspesa                     |                       |                       |                             |
| 12 – 15 de agost   | 17 | Ladies Tour of Norway                    | Annemiek van Vleuten        | Ashleigh Moolman      | Kristen Faulkner      | Annemiek van Vleuten        |
| 24 – 29 de agost   | 18 | Simac Ladies Tour                        | Chantal van den Broek-Blaak | Marlen Reusser        | Ellen van Dijk        | Annemiek van Vleuten        |
| 30 de ago          | 19 | Gran Premi de Plouay Bretagne            | Elisa Longo Borghini        | Gladys Verhulst       | Kristen Faulkner      |                             |
| 2 – 5 de setembre  | 20 | Ceratizit Challenge by La Vuelta         | Annemiek van Vleuten        | Marlen Reusser        | Elise Chabbey         | Annemiek van Vleuten        |
| 2 de oct           | 21 | Paris-Roubaix Femmes                     | Lizzie Deignan              | Marianne Vos          | Elisa Longo Borghini  | Annemiek van Vleuten        |
| 4 – 9 de octubre   | 22 | Volta a la Gran Bretanya femenina        | Demi Vollering              | Juliette Labous       | Clara Copponi         | Annemiek van Vleuten        |
| 14 – 16 de octubre | 23 | Tour de l'illa de Chongming              | suspesa                     |                       |                       |                             |
| 19 de oct          | 24 | Tour de Guangxi femení                   | suspesa                     |                       |                       |                             |
| 23 de oct          | 25 | Tour de Drenthe femení                   | Lorena Wiebes               | Elena Cecchini        | Eleonora Gasparrini   | Annemiek van Vleuten        |

## Puntuació
Totes les competicions donen punts per al rànquing UCI World Femení seguint el mateix barem, tot i que les curses per etapes (2.WWT) també atorguen punts addicionals a les 10 primeres classificades de cada etapa i a la ciclista que vesteix el mallot de la classificació general.
| Posició               | 1a  | 2a  | 3a  | 4a  | 5a  | 6a  | 7a  | 8a  | 9a | 10a | 11a | 12a | 13a | 14a | 15a | 16a - 20a | 21a - 30a | 31a - 40a |
| Classificació general | 400 | 320 | 260 | 220 | 180 | 140 | 120 | 100 | 80 | 68  | 56  | 48  | 40  | 32  | 28  | 24        | 16        | 8         |
| Per etapa             | 50  | 40  | 30  | 25  | 20  | 18  | 15  | 10  | 8  | 6   |     |     |     |     |     |           |           |           |
| Líder                 | 8   |     |     |     |     |     |     |     |    |     |     |     |     |     |     |           |           |           |
| Millor jove           | 6   | 4   | 2   |     |     |     |     |     |    |     |     |     |     |     |     |           |           |           |

## Classificacions
Aquestes són les classificacions: Nota: veure Barems de puntuació

### Classificació individual
| Classificació per punts | Classificació per punts     | Classificació per punts            | Classificació per punts | Classificació per punts |
| Ciclista                | Ciclista                    | Equip                              | Punts                   |                         |
| ----------------------- | --------------------------- | ---------------------------------- | ----------------------- | ----------------------- |
| 1r                      | Annemiek van Vleuten        | Movistar Team                      | 3177 pts                |                         |
| 2n                      | Demi Vollering              | SD Worx                            | 2563 pts                |                         |
| 3r                      | Elisa Longo Borghini        | Trek-Segafredo                     | 2509 pts                |                         |
| 4t                      | Marianne Vos                | Jumbo-Visma Women Team             | 2477 pts                |                         |
| 5è                      | Cecilie Uttrup Ludwig       | FDJ-Nouvelle Aquitaine-Futuroscope | 1692 pts                |                         |
| 6è                      | Anna van der Breggen        | SD Worx                            | 1640 pts                |                         |
| 7è                      | Katarzyna Niewiadoma        | Canyon-SRAM Racing                 | 1463 pts                |                         |
| 8è                      | Marlen Reusser              | Alé BTC Ljubljana                  | 1275 pts                |                         |
| 9è                      | Chantal van den Broek-Blaak | SD Worx                            | 1091 pts                |                         |
| 10è                     | Grace Brown                 | Team BikeExchange                  | 1066 pts                |                         |

### Classificació per equips
Aquesta classificació es calcula sumant els punts de les corredores de cada equip o selecció en cada cursa. Els equips amb el mateix nombre de punts es classifiquen d'acord amb la seva corredora més ben classificada individualment.
| Classificació per equips | Classificació per equips           | Classificació per equips | Classificació per equips |
| Equip                    | Equip                              | Punts                    |                          |
| ------------------------ | ---------------------------------- | ------------------------ | ------------------------ |
| 1r                       | SD Worx                            | 8572 pts                 |                          |
| 2n                       | Trek-Segafredo                     | 5263 pts                 |                          |
| 3r                       | Movistar Team                      | 5043 pts                 |                          |
| 4t                       | FDJ-Nouvelle Aquitaine-Futuroscope | 3957 pts                 |                          |
| 5è                       | Team DSM                           | 3684 pts                 |                          |
| 6è                       | Canyon-SRAM Racing                 | 3388 pts                 |                          |
| 7è                       | Alé BTC Ljubljana                  | 3364 pts                 |                          |
| 8è                       | Jumbo-Visma                        | 3319 pts                 |                          |
| 9è                       | Liv Racing                         | 3226 pts                 |                          |
| 10è                      | Team BikeExchange                  | 2267 pts                 |                          |

### Classificació sub-23
| Classificació de la millor jove | Classificació de la millor jove | Classificació de la millor jove    | Classificació de la millor jove | Classificació de la millor jove |
| Ciclista                        | Ciclista                        | Equip                              | Punts                           |                                 |
| ------------------------------- | ------------------------------- | ---------------------------------- | ------------------------------- | ------------------------------- |
| 1r                              | Niamh Fisher-Black              | SD Worx                            | 34 pts                          |                                 |
| 2n                              | Évita Muzic                     | FDJ-Nouvelle Aquitaine-Futuroscope | 32 pts                          |                                 |
| 3r                              | Maria Novolodskaia              | A.R. Monex Women's                 | 22 pts                          |                                 |
| 4t                              | Pfeiffer Georgi                 | Team DSM                           | 12 pts                          |                                 |
| 5è                              | Lorena Wiebes                   | Team DSM                           | 10 pts                          |                                 |
| 6è                              | Anna Shackley                   | SD Worx                            | 10 pts                          |                                 |
| 7è                              | Franziska Koch                  | Team DSM                           | 8 pts                           |                                 |
| 8è                              | Clara Copponi                   | FDJ-Nouvelle Aquitaine-Futuroscope | 6 pts                           |                                 |
| 9è                              | Blanka Vas                      | Doltcini-Van Eyck-Proximus         | 6 pts                           |                                 |
| 10è                             | Sarah Gigante                   | Tibco-Silicon Valley Bank          | 6 pts                           |                                 |

## Evolució de les classificacions
| Cursa (Guanyadora)                                              | Classificació individual    | Classificació per equips | Classificació sub-23     |
| --------------------------------------------------------------- | --------------------------- | ------------------------ | ------------------------ |
| Strade Bianche (Chantal van den Broek-Blaak)                    | Chantal van den Broek-Blaak | Team SD Worx             | Évita Muzic              |
| Trofeu Alfredo Binda-Comune di Cittiglio (Elisa Longo Borghini) | Elisa Longo Borghini        | Team SD Worx             | Sarah Gigante            |
| Classic Bruges-De Panne (Grace Brown)                           | Elisa Longo Borghini        | Team SD Worx             | Emma Norsgaard Jørgensen |
| Gant-Wevelgem (Marianne Vos)                                    | Marianne Vos                | Team SD Worx             | Emma Norsgaard Jørgensen |
| Tour de Flandes (Annemiek van Vleuten)                          | Elisa Longo Borghini        | Team SD Worx             | Emma Norsgaard Jørgensen |
| Amstel Gold Race (Marianne Vos)                                 | Marianne Vos                | Team SD Worx             | Emma Norsgaard Jørgensen |
| Fletxa Valona (Anna van der Breggen)                            | Marianne Vos                | Team SD Worx             | Mariya Novolodskaya      |
| Lieja-Bastogne-Lieja (Demi Vollering)                           | Elisa Longo Borghini        | Team SD Worx             | Mariya Novolodskaya      |
| Volta a Burgos Féminas (Anna van der Breggen)                   | Annemiek van Vleuten        | Team SD Worx             | Mariya Novolodskaya      |
| La Course by Le Tour de France (Demi Vollering)                 | Demi Vollering              | Team SD Worx             | Niamh Fisher-Black       |
| Clàssica de Sant Sebastià (Annemiek van Vleuten)                | Annemiek van Vleuten        | Team SD Worx             | Évita Muzic              |
| Ladies Tour of Norway (Annemiek van Vleuten)                    | Annemiek van Vleuten        | Team SD Worx             | Niamh Fisher-Black       |
| Simac Ladies Tour (Chantal van den Broek-Blaak)                 | Annemiek van Vleuten        | Team SD Worx             | Niamh Fisher-Black       |
| Gran Premi Femení de Plouay (Elisa Longo Borghini)              | Annemiek van Vleuten        | Team SD Worx             | Niamh Fisher-Black       |
| Ceratizit Challenge by La Vuelta (Annemiek van Vleuten)         | Annemiek van Vleuten        | Team SD Worx             | Niamh Fisher-Black       |
| París-Roubaix (Lizzie Deignan)                                  | Annemiek van Vleuten        | Team SD Worx             | Niamh Fisher-Black       |
| The Women's Tour (Demi Vollering)                               | Annemiek van Vleuten        | Team SD Worx             | Niamh Fisher-Black       |
| Tour de Drenthe (Lorena Wiebes)                                 | Annemiek van Vleuten        | Team SD Worx             | Niamh Fisher-Black       |
| Final                                                           | Annemiek van Vleuten        | Team SD Worx             | Niamh Fisher-Black       |